# Salvator-Dormus M1893
La Salvator-Dormus M1893, conocida también como Skoda M1893, era una ametralladora pesada austrohúngara.

## Historia y desarrollo

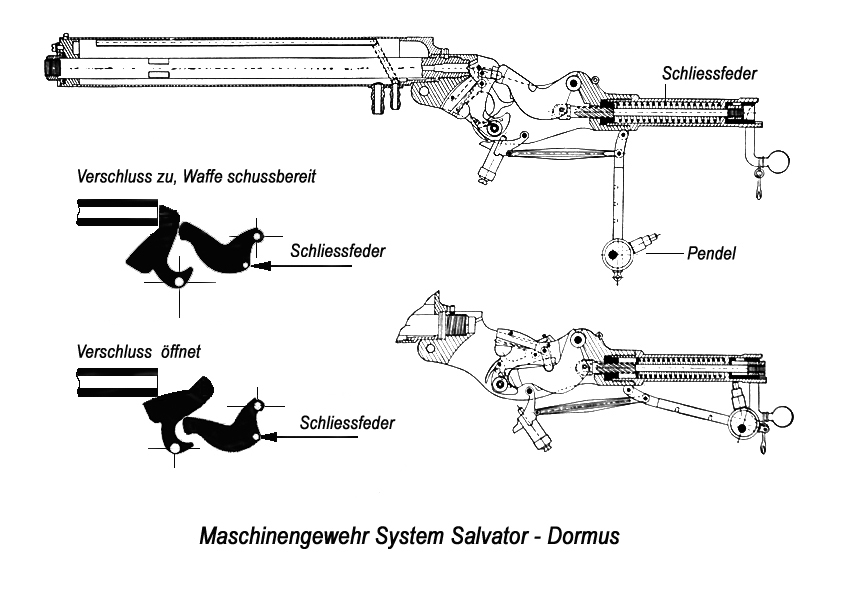
Esquema del mecanismo de la Salvator-Dormus M1893.

Fue patentada por el archiduque Karl Salvator y el conde Georg von Dormus, siendo fabricada por Škoda en su fábrica de Pilsen. Disparaba el cartucho 8 x 50 R, alimentado por gravedad desde una tolva sobre el cajón de mecanismos y era enfriada por agua. También tenía un mecanismo para lubricar los cartuchos. El gatillo podía ajustarse mediante un mecanismo de péndulo, permitiéndole al ametralladorista seleccionar la cadencia entre 180 y 250 disparos/minuto. Esta ametralladora era más barata que la Maxim, pero fue gradualmente reemplazada en servicio por la Schwarzlose MG M.07/12.

## Historial de combate
Una de estas ametralladoras fue llevada a Pekín por los marineros del SMS Zenta y empleada durante la defensa de la embajada austrohúngara. A pesar de que las fuentes secundarias citan con frecuencia que la ametralladora precisaba un afuste estático limitado a buques y fortificaciones, esta ametralladora tenía tanto un trípode como una cureña de desembarco equipada con escudo protector, como se puede observar en la fotografía superior.